# Graphe de Möbius-Kantor
Le graphe de Möbius-Kantor est, en théorie des graphes, un graphe 3-régulier possédant 16 sommets et 24 arêtes.

## Propriétés

### Propriétés générales
Le diamètre du graphe de Möbius-Kantor, l'excentricité maximale de ses sommets, est 4, son rayon, l'excentricité minimale de ses sommets, est 4 et sa maille, la longueur de son plus court cycle, est 6. Il s'agit d'un graphe 3-sommet-connexe et d'un graphe 3-arête-connexe, c'est-à-dire qu'il est connexe et que pour le rendre déconnecté il faut le priver au minimum de 3 sommets ou de 3 arêtes.

### Coloration
Le nombre chromatique du graphe de Möbius-Kantor est 2. C'est-à-dire qu'il est possible de le colorer avec 2 couleurs de telle façon que deux sommets reliés par une arête soient toujours de couleurs différentes. Ce nombre est minimal.
L'indice chromatique du graphe de Möbius-Kantor est 3. Il existe donc une 3-coloration des arêtes du graphe telle que deux arêtes incidentes à un même sommet soient toujours de couleurs différentes. Ce nombre est minimal.
Il est possible de compter les colorations distinctes d'un graphe, en fonction du nombre de couleurs autorisé. Cela donne une fonction polynomiale et le polynôme qui lui est associé est qualifié de polynôme chromatique.  Ce polynôme a pour racines tous les entiers positifs ou nuls strictement inférieurs à 2 et est de degrés 16. Il est égal à : {\displaystyle (x-1)x(x^{14}-23x^{13}+253x^{12}-1771x^{11}+8855x^{10}-33625x^{9}+100515x^{8}-241471x^{7}+470570x^{6}-743126x^{5}+938926x^{4}-922082x^{3}+665670x^{2}-315822x+74037)}.

### Propriétés algébriques
Le graphe de Möbius-Kantor est symétrique, c'est-à-dire que son groupe d'automorphismes agit transitivement sur ses arêtes, ses sommets et ses arcs. Son groupe d'automorphismes est d'ordre 96.
Le polynôme caractéristique  de la matrice d'adjacence du graphe de Möbius-Kantor est : {\displaystyle (x-3)(x-1)^{3}(x+1)^{3}(x+3)(x^{2}-3)^{4}}.